# Halcyon Agri
Pour les articles homonymes, voir Halcyon (homonymie).
Halcyon Agri Corporation Limited est une entreprise agro-industrielle et de négoce du caoutchouc naturel dont le siège est à Singapour, filiale de l'entreprise chinoise Sinochem International depuis 2016. Elle détient les plus anciennes maisons de négoce de caoutchouc au monde au Royaume-Uni, en Europe et aux États-Unis

## Histoire
Son origine est liée aux expolitations de caoutchouc de la maison de commerce néérlandaise Handel-Maatschappij en Indodénsie, 
Rubberfabriek Hock Lie fondée à Medan (Sumatra) en 1934 et PT. Hok Tong fondée à Palembang en 1937.
En 2016, l'entreprise chinoise Sinochem International devient sa société mère.

## Activités
Elle dispose d'un réseau mondial qui lui permet de contrôler l’ensemble de la chaîne de valeur de la culture, de l’approvisionnement, de la transformation et de la distribution du caoutchouc, présente dans la plupart des grandes régions productrices de caoutchouc naturel du monde. Ces principaux actifs d’exploitation sont situés en Indonésie, en Malaisie, en Thaïlande, en Chine et en Afrique.